# Hubert Seiz
Hubert «Hubi» Seiz (* 23. August 1960 in Arbon, TG) ist ein ehemaliger Schweizer Radrennfahrer.
1981 gewann er die Schweizer Bergmeisterschaft; nachdem er zwei Jahre zuvor schon Zweiter geworden war. Noch als Amateur konnte er 1980 die Hegiberg-Rundfahrt gewinnen, nahm im selben Jahr an den Olympischen Sommerspielen in Moskau teil und wurde 35. im olympischen Straßenrennen. 1980 und 1981 gewann er den Grand Prix Winterthur.
In den folgenden Jahren konnte sich Seiz als Profi (1982–1989) bei zahlreichen Rennen vorne platzieren: 1982 gewann er erneut die Hegiberg-Rundfahrt sowie die Tour du Tannenberg und belegte den 2. Platz bei der Meisterschaft von Zürich, was er 1984 wiederholen konnte. 1983 entschied er die 7. Etappe der Tour de Suisse für sich und wurde jeweils Dritter der Flèche Wallonne sowie von Lüttich–Bastogne–Lüttich. 1985 siegte er bei der 4. Etappe des Giro d‘Italia und 1986 gewann er den Giro dell’Emilia. Bei den UCI-Strassen-Weltmeisterschaften 1984 belegte er den vierten Platz.
1988 wurde Seiz Schweizer Meister im Strassenrennen.
Heute ist Seiz Fahrlehrer (Auto und Motorrad) in Uttwil sowie WAB-Moderator beim Driving Park in Winterthur.